# Kopsiopsis hookeri
Kopsiopsis es un género monotípico de plantas sin clorofila, perenne, parásita, de la familia de las Orobancáceas.Su única especie: Kopsiopsis hookeri, es originaria de Estados Unidos.

## Taxonomía
Kopsiopsis hookeri fue descrita por (Walp.) Govaerts y publicado en World Checklist of Seed Plants 2(1): 14. 1996.
Basónimo
- Boschniakia hookeri Walp.